# Tweek vs. Craig
Tweek vs. Craig (v anglickém originále Tweek vs. Craig) je pátý díl třetí řady amerického komediálního animovaného televizního seriálu Městečko South Park. 

## Děj
Chlapci vyhecují Tweeka a Craiga k zápasu. Oba se ale neumí prát, a tak Stan a Kyle cvičí Tweeka a Eric Craiga. Zápas skončí nerozhodně a oba skončí v nemocnici, kam je navštíví jejich spolužáci. Ti je znovu vyhecují ke rvačce pod falešnou záminkou.